# 福热尔
福热尔（法語：Faugères，法語發音：[foʒɛʁ] ⓘ）是法国埃罗省的一个市镇，位于该省中部偏西，属于贝济耶区。

## 地理
福热尔（43°33'56"N, 3°11'21"E）面积26.06 平方千米，位于法国奧克西塔尼大區埃罗省，该省份为法国南部沿海省份，南濒地中海，西南接奥德省，西北接塔恩省和阿韦龙省，东北与加尔省接壤。
与福热尔接壤的市镇（或旧市镇、城区）包括：贝达里约、卡布勒罗勒、科西尼奥茹尔、埃雷皮扬、洛朗斯、佩泽讷莱米讷、罗克塞勒。

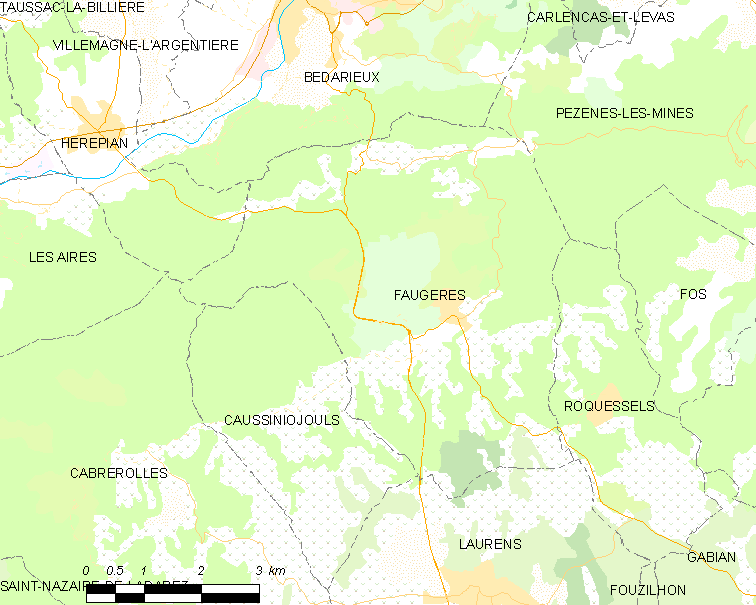
福热尔的OSM定位图

福热尔的时区为UTC+01:00、UTC+02:00（夏令时）。

## 行政
福热尔的邮政编码为34600，INSEE市镇编码为34096。

## 政治
福热尔所属的省级选区为卡祖勒莱贝济耶县。

## 人口

1962-2008年间福热尔人口变化图示

福热尔于2022年1月1日时的人口数量为555人。